# Thecla abnormis
Thecla abnormis är en fjärilsart som beskrevs av Clench 1946. Thecla abnormis ingår i släktet Thecla och familjen juvelvingar. Inga underarter finns listade i Catalogue of Life.